# Talento (canção)
"Talento" é uma canção gravada pelos cantores brasileiras Michel Teló e Claudia Leitte. Foi lançada em 17 de maio de 2014 para promover a campanha de marketing da Chocolates Garoto para a Copa do Mundo FIFA de 2014.
A canção tinha previsão para lançamento em download digital no dia 27 de maio de 2014, porém o lançamento foi antecipado na iTunes Store, sendo lançada no dia 19 de maio de 2014. A canção já havia sido apresentada por Michel Teló e Claudia Leitte em pocket show promovido pela Chocolates Garoto em São Paulo no dia 4 de junho de 2013.

## Concurso Garoto A Música
Em Abril de 2013, a Chocolates Garoto lançou o concurso cultural Concurso Garoto A Música. O concurso teve o objetivo de escolher qual seria a música gravada por Michel Teló e Claudia Leitte para ser circulada durante a época da Copa do Mundo Fifa de 2014. Para participar do concurso, o candidato teria que compor uma música cuja teria que se encaixar em uma das três categorias: Talento, Serenata de Amor e Baton. 
Após escolher a categoria, o candidato teria que compor a canção com uma das onze palavras da seguinte lista: Talento, Garoto, Amarelinha, Chocolate, Copa, Brasil, Baton, Amor, Serenata, Guri, Piá, Curumim, Paixão, Galera, Mundo, Tentação, Bola, Coração, Gol, Vencer, Vida, Prazer, Moleque, Viver, Correr, Campeão, Sorriso, Comemorar, Gostoso, Alegria. Além da letra da música, o candidato também teve que gravar sua música (letra e melodia, podendo utilizar o próprio aplicativo da promoção ou enviar, um arquivo já gravado em formato de vídeo contendo no mínimo trinta e no máximo sessenta segundos. Na próxima e última fase do concurso, uma canção de cada categoria foi posta para votação do público. 
A canção vencedora foi Talento da categoria Talento, composta por Bruno Qualhareli Nunes. A canção foi escolhida por 200 mil votos. O dono da canção gravada ganhou trinta mil reais e sua canção gravada por Michel Teló e Claudia Leitte.

## Lançamento
No dia 16 de maio de 2014, a Chocolates Garoto lançou o videoclipe oficial da canção. No mesmo videoclipe foi apresentada a canção pela primeira vez em sua versão de estúdio. A canção está presente no comercial do concurso cultural Concurso Garoto A Dança com Claudia Leitte.

## Gravação
A canção foi gravada por Michel Teló e Claudia Leitte no dia 4 de junho de 2013 durante um pocket show promovido pela Chocolates Garoto. O videoclipe gravado no mesmo pocket show foi lançado no canal oficial da Chocolates Garoto no Youtube no dia 6 de agosto de 2013.
Durante o pocket show, Michel Teló e Claudia  Leitte apresentaram diversos sucessos da carreira de ambos.

### Repertório dopocket show
1. Talento - Michel Teló & Claudia Leitte
2. Amor Perfeito - Claudia Leitte & Michel Teló
3. Maria - Michel Teló
4. Largadinho - Claudia Leitte
5. Humilde Residência - Michel Teló
6. Magalenha - Claudia Leitte
7. Fugidinha - Michel Teló & Claudia Leitte
8. Amiga da Minha Irmã - Michel Teló
9. Sambah - Claudia Leitte
10. Exttravasa - Claudia Leitte
11. Ai Se Eu Te Pego - Michel Teló

O videoclipe ao vivo foi circulado em forma de comercial na televisão. A canção e o videoclipe foram disponibilizados para download gratuito na página da GAROTO no Facebook.
No mesmo dia da gravação da canção, Michel Teló e Claudia Leitte gravaram juntos o jingle e videoclipe do canal infantil Gloob.

## Vídeo musical
No dia 16 de maio de 2014, a Chocolates Garoto liberou o videoclipe em seu canal no Youtube. O videoclipe mostra vários grupos de criança jogando futebol, torcida de brasileiros, comemoração de jogadores de futebol em jogos e os foliões do Bloco Largadinho no Carnaval de Salvador. Claudia Leitte e Michel Teló aparecem em cima do trio elétrico de Claudia no Carnaval. As cenas de Claudia Leitte e Michel Teló foram gravadas no dia 1 de março de 2014 durante a apresentação da cantora em seu Bloco Largadinho no Circuito Dodô em Salvador, Bahia.

## Lista de faixas
| Single oficial |           |                        |         |  |
| N.º            | Título    | Compositor(es)         | Duração |  |
| 1.             | "Talento" | Bruno Qualhareli Nunes | 2:11    |  |

## Histórico de lançamento
| País   | Data               | Formato(s)       | Gravadora         |
| ------ | ------------------ | ---------------- | ----------------- |
| Brasil | 17 de maio de 2014 | Download digital | Babel Publicidade |